# 蒂克利奥
蒂克利奥（西班牙語：Ticlio）是秘魯安地斯山脈的一处山口，最高處達4,818米，秘鲁中央铁路从此处通过从而使其成为世界海拔最高的铁路車站之一。